# Ostrov prince Karla
Ostrov prince Karla je plochý ostrov o rozloze 9 521 km², která jej řadí na 77. místo mezi největšími ostrovy světa a na 19. místo mezi kanadskými ostrovy. Leží ve Foxově zálivu, při západním pobřeží Baffinova ostrova v nunavutské oblasti Qikiqtaaluk. Přestože je ostrov rozlehlý, byl popsán až v roce 1932, kdy jej poprvé spatřil kapitán remorkéru W. A. Poole. Jeho objev však nebyl zanesen do tištěných map. Znovunalezen byl v roce 1948 Albertem-Ernestem Tomkinsonem, navigátorem Avro Lancasteru 408. (fotoprůzkumné) letky RCAF. Předpokládá se, že místním Inuitům byla existence ostrova známá dávno předtím. Pojmenován je po princi z Walesu Charlesovi, který se toho roku narodil.
Ostrov je neobydlen, teploty jsou extrémně nízké.